# Mauro Gambetti
Mauro Gambetti, OFM Conv. (Bologna, 27. listopada 1965.) talijanski je katolički prelat koji je služio kao nadsvećenik Bazilike Svetog Petra, generalni vikar za državu Vatikan i predsjednik Radionice Svetog Petra od 2021. godine. Za naslovnog nadbiskupa posvećen je 22. studenoga 2020. neposredno prije nego što ga je papa Franjo 28. studenog 2020. uzdigao u rang kardinala.
U prosincu 2021. papa Franjo imenovao je Gambettija predsjedateljem novoosnovane Vatikanske zaklade Fratelli tutti, osnovane da produži rad Radionice svetog Petra.